# Kostiek
Kostiek – wieś w Rosji, w Dagestanie. W 2010 roku liczyła 4551 mieszkańców.